# Roś
Roś [roš] je rinové jezero, které leží v Mazurském pojezeří ve Varmijsko-mazurském vojvodství jihovýchodně od jezera Śniardwy v Polsku. 

## Popis
Jeho rozloha činí 1866 ha, je 11,4 km dlouhé, maximálně 0,7km široké s největší hloubkou 31,8m. Patří ke dvaceti největším jezerům v Polsku. 
Severní rameno jezera je velmi mělké (1 m) a zarůstá. Rozděluje se na dvě zátoky (Rudzka, Bylicka). Mezi prostřední a severní částí jezera se nachází poloostrov (Półwysep Piechowski). Břehy jsou pokryté podmáčenými loukami a na jihovýchodě i lesy.
Jižní část jezera Śniardwy se nazývá Seksty. Z ní vychází Jeglinský kanál, který jezero Roś s jezerem Seksty spojuje. Postaven byl v letech 1845 až 1849.

## Vodní režim
Do jezera ústí Wilkus, Święcek, Konopka. Odtéká z něho řeka Pisa.